# ويل فولكس
ويليام روبرت فولكس هو لاعب كرة قدم يلعب في الدوري الإنجليزي في نادي كارديف سيتي ومنتخب ويلز.